# Tsukasa
Tsukasa（ツカサ、9月1日生）は、日本のヴァイオリニスト。作曲家。

## 経歴
本節の出典は公式ブログのプロフィールによる。
3歳よりヴァイオリンを始め、桐朋女子高等学校音楽科・桐朋学園大学音楽学部演奏学科を卒業。2004年・2006年にはウィーン国立音楽大学にて国際音楽セミナーに参加、優秀者コンサートに出演ののちディプロムを取得。大学在学時よりオーケストラで演奏している。
2008年、さくらももことコラボレーションしたソロアルバム『Sakura Classics』を春と冬に2枚リリース。MUSICOの週間ランキングで1位、月間ランキングで3位を記録。収録曲「旅立ちの日に」が『ニュース930』(テレビ埼玉) のエンディングテーマに、「lover」のスペシャルver.がNTTdocomo×日本テレビプレゼンツ・モバイル連続ドラマ『ダブル』の主題歌に起用される。
2013年9月、1stオリジナルアルバム『Tsukasa's air』をリリース。発売前より、テレビ朝日『全英オープンゴルフ2013』『世界水泳2013』『もうひとつの世界水泳 魂ゆさぶる感動秘話』などで収録曲が使われた他、「Maternal LOVE」が2014年10月より、清酒「宮の雪」のCMに起用される。
2016年3月、2作目の自作曲アルバム『Live LIFE』をリリース。
ソロ活動以外には、J-POPアーティストなどのレコーディングやライブサポートも務める。
2011年からは、被災地にピアノを届けるプロジェクト「Rising Sun」のメンバーとして支援活動を行っている。

## 作品

### アルバム
Sakura Classics Tabidachi Selection （2008年4月2日発売）
出会いと別れ、旅立ちをテーマにした曲を収録している。ジャケットイラストと選曲にさくらももこが参加。
Sakura Classics White Selection （2008年12月3日発売）
Tsukasa's air （2013年9月1日発売）
1. blue bird
2. IN RED
3. Maireachtáil Le Chéile ～共生～
4. Londonderry Air
5. Fairy Dance
6. Maternal LOVE
7. Prelude ～air～
8. HONUA PANA ～地球の鼓動～
9. いぶき

Live LIFE （2016年3月12日発売）
1. 大切なあなたへ Song for You
2. 信じるものへ To Your Belief
3. 手のひらのスノードーム Snowdome
4. 地球に捧げる愛の歌 A Love Song to Earth
5. FEEL
6. 太陽とともに Live with the Sun
7. ありがとう Arigatou
8. Everything Goes Well
9. Swan
10. 星空はいつも Starry Sky is Always with You
11. Button of LIFE ~命をつなぐ~

## 出演メディア・イベント・活動歴

### メディア
- WALLOP放送局「violinist Tsukasaの星が降るころに」
- ニッポン放送「石原さとみ say to me」「Suono Dolce」
- 「川嶋あい on the street」
- in my bag インタビュー
- チケットぴあ インタビュー[2]

### イベント
- ラ・フォル・ジュルネ・オ・ジャポン 「熱狂の日」音楽祭
- お台場メモリアルツリー点灯式
- JAXA月周回衛星「かぐや」月ギャラリー
- NTTdocomo×日本テレビ 渋谷109前特設ステージイベント